# 1907
1907. је била проста година.

## Догађаји

### Јун
- 15. јун — Почела Друга хашка мировна конференција, на којој су 44 државе, укључујући Србију и Црну Гору, усвојиле 13 конвенција о законима и обичајима ратовања („Хашке конвенције”).

### Јул
- 25. јул — Јапан је прогласио протекторат над Корејом с правом контроле владе те земље.

### Август
- 30. август — Тројна антанта споразум између Руске Империје, Француске Републике и Уједињеног Краљевства Велике Британије и Ирске, након потписивања Англо-руског савеза. Атанта, допуњена споразумима са Јапаном и Португалијом, представљала је снажан противтег Тројном савезу Њемачког царства, Аустроугарске и Краљевине Италије, мада Италија није стала на страну Њемачке и Аустроугарске током Првог свјетског рата.
- 31. август — Англо-руски споразум или Англо-руска конвенција из 1907. потписана је у Санкт Петербургу. У име Руске Империје споразум је потписао министар иностраних послова Александар Извољски, а у име Уједињеног Краљевства сер Артур Николсон, британски амбасадор у Русији.

## Рођења

### Март
- 11. март — Фелицијан Вервеке, белгијски бициклиста. (†1986).
- 16. март — Парвин Етесами, иранска песникиња

### Мај
- 11. мај — Лоренс Оливије, британски глумац
- 26. мај — Џон Вејн, амерички глумац

### Јун
- 8. јун — Жорж Спеше, француски бициклиста. (†1978).

## Смрти

### Јануар
- 3. јануар — Музафар ад Дин Каџар, персијски краљ
- 25. јануар — Рене Потје, француски бициклиста.

### Септембар
- 4. септембар — Едвард Григ, норвешки композитор

### Октобар
- 17. октобар — Ђорђе Крстић, српски сликар. (*1851)

### Новембар
- 1. новембар — Алфред Жари, француски песник и писац (* 1873)

## Нобелове награде
- Физика — Алберт Абрахам Мајклсон
- Хемија — Едуард Бухнер
- Медицина — Шарл Луј Алфонс Лаверан
- Књижевност — Радјард Киплинг
- Мир — Ернесто Теодоро Монета (Италија) и Луј Рено (Француска)
- Економија — Награда у овој области почела је да се додељује 1969. године